# The Walt Disney Company
The Walt Disney Company (рус. Уо́лт Ди́сней Ко́мпани) — транснациональная медиакорпорация. Штаб-квартира располагается в комплексе Walt Disney Studios в городе Бербанк (Калифорния, США).
Компания Disney была основана 16 октября 1923 года братьями Уолтом и Роем Диснеями как Disney Brothers Studio; она также работала под названиями Walt Disney Studio и Walt Disney Productions, прежде чем в 1986 году окончательно сменить название на The Walt Disney Company. Уже на раннем этапе компания зарекомендовала себя как лидер американской анимационной индустрии, создав популярного персонажа Микки Мауса.
С 1980-х годов Disney создавала и приобретала компании в различных направлениях индустрии развлечений. Компания наиболее известна своей группой киностудий Walt Disney Studios, в которую входят Walt Disney Pictures, Walt Disney Animation Studios, Pixar, Marvel Studios, Lucasfilm, 20th Century Studios, Disneynature, а также сетью парков аттракционов «Диснейленд», театральной компанией Disney Theatrical Group, телеканалами ABC, ESPN, FX и National Geographic.
Главными конкурентами корпорации The Walt Disney Company на современном медиарынке выступают такие крупнейшие медиаконгломераты, как Warner Bros. Discovery, Sony, Comcast и Paramount Global.

## История

### Под руководством Уолта Диснея

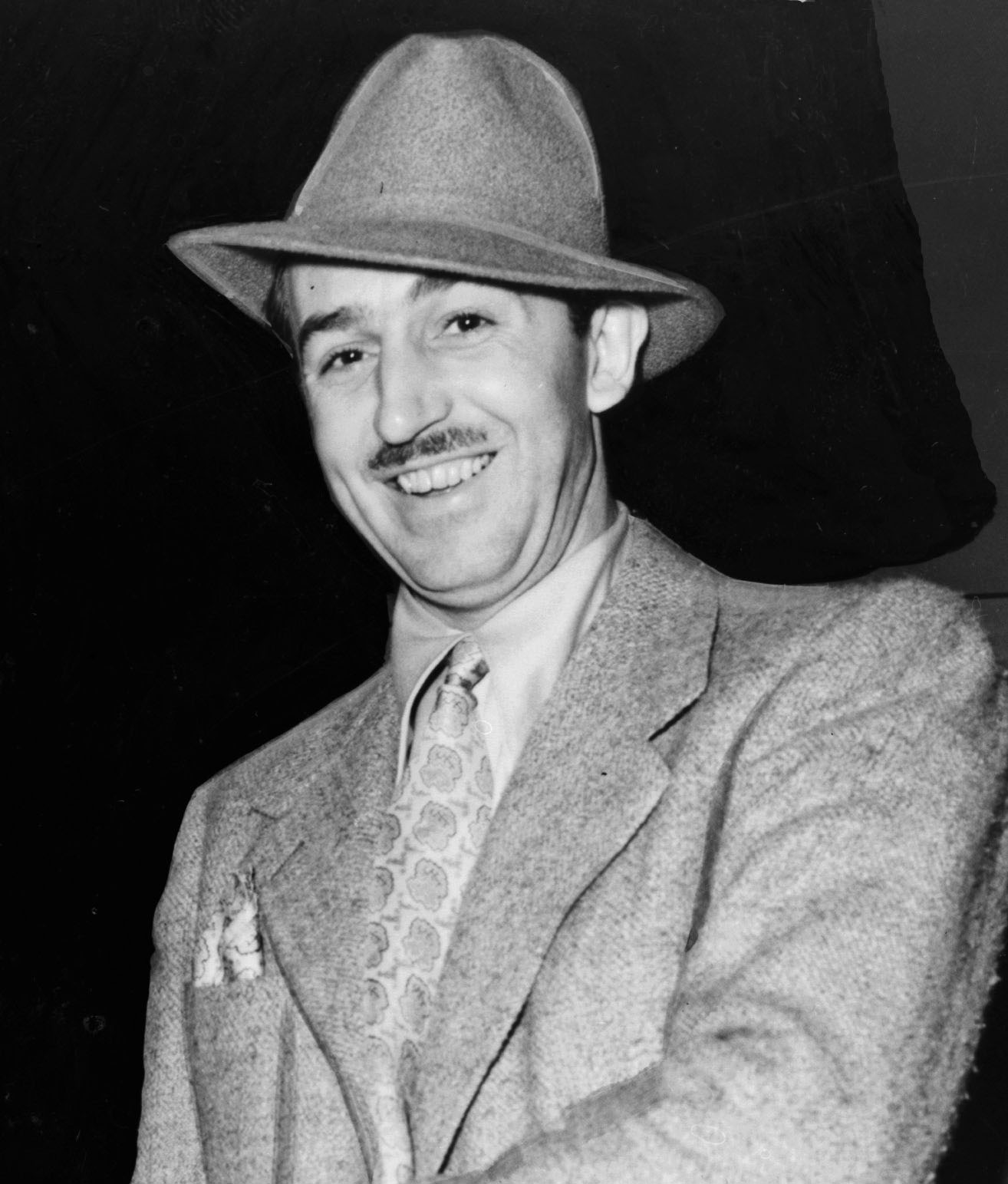
Уолт Дисней в 1938 году

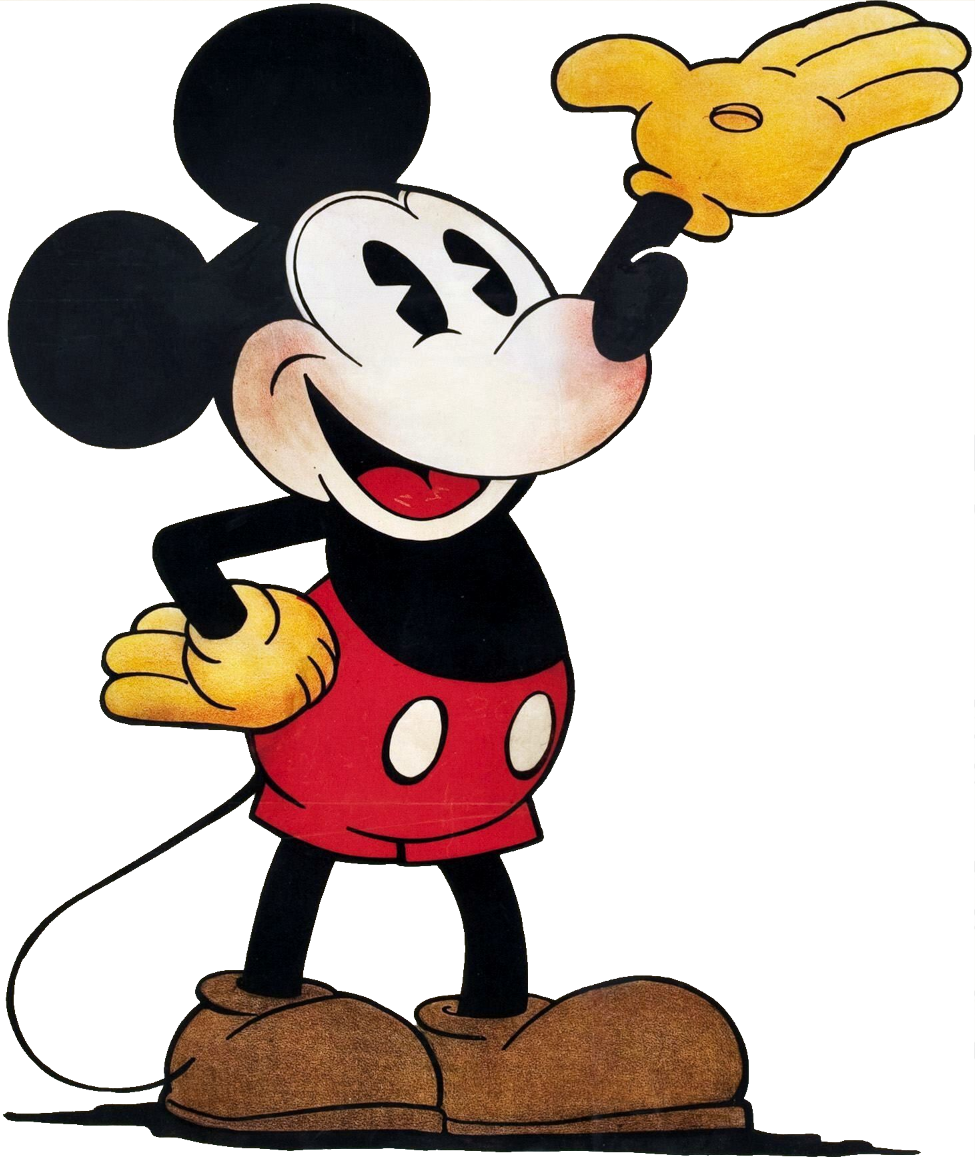
Маскот компании — персонаж Микки Маус

В 1919 году Уолтер Элайас Дисней вместе с художником-мультипликатором Абом Айверксом (Ub Iwerks) в штате Миссури создал компанию по производству рекламных роликов и короткометражных мультфильмов.
К 1923 году эта компания обанкротилась, и Уолт переехал в Лос-Анджелес, где со своим братом Роем Оливером Диснеем 16 октября 1923 года создал в Голливуде Disney Cartoon Studio («Мультипликационную студию Диснея»). В первых короткометражных фильмах использовалась экспериментальная техника сочетания живых актёров и рисованного фона и отдельных персонажей, в частности в фильме «День Алисы на море», подсказанный героями книги Льюиса Кэрролла «Алиса в Стране чудес». Свою серию фильмов, нарисованных в 1926—1927 годах, режиссёр тоже назвал в честь героини этой книги — «Алиса в стране мультипликации» (всего Дисней снял 56 фильмов о приключениях Алисы, в среднем по фильму каждые две недели). Для производства фильмов братья Диснеи наняли команду художников-мультипликаторов, включая Аба Айверкса. Главным персонажем следующей серии фильмов, начатой в 1927 году, стал «Кролик Освальд»; эти фильмы были полностью рисованные. Мышонок Микки Маус впервые появился в 1928 году в мультфильме «Безумный аэроплан», а в том же году стал героем и первого в истории звукового мультфильма «Пароходик Вилли». Сочетание рисованных персонажей и звука имело большой успех, который был развит в последующем цикле «Забавные симфонии», к 1938 году было снято свыше 70 серий, включая «Пляска скелетов» (1929), «Цветы и деревья» (1932, первый мультфильм, снятый на цветную плёнку «Техниколор»), «Три поросёнка» (1933), «Гадкий утёнок» (1939). В этих фильмах появились герои, ставшие всемирно известными — Плуто (1930), Гуфи (1932) и Дональд Дак (1934).
21 декабря 1937 года состоялась премьера мультфильма «Белоснежка и семь гномов» по сказке братьев Гримм; он стал первым успешным полнометражным анимационным фильмом, до этого считалось, что мультфильм длительностью более 7 минут не сможет удержать внимание зрителя. «Белоснежка» принесла Диснею огромный успех: всемирную популярность, свыше 8 млн долларов дохода и восторженные отклики в профессиональной прессе. После этого производство полнометражных мультфильмов было поставлено на поток, в студии Диснея были задействованы сотни художников. Среди успешных работ были «Пиноккио» (1940), «Фантазия» (1940), «Дамбо» (1941), «Бэмби» (1942), «Золушка» (1950), «Питер Пэн» (1953), «Леди и бродяга» (1955), «Спящая красавица» (1959) и «Сто один далматинец» (1961). Начиная с 1950-х годов студия Диснея начала выпускать также документальные и игровые фильмы, в частности «Живая пустыня» (1953), «Исчезающая прерия» (1954), «Мэри Поппинс» (1964). Также в 1950-х годах была создана собственная дистрибьюторская компания Buena Vista. В 1954 году вышел первый выпуск телепрограммы Disneyland, а в 1955 году в Анахайме (Калифорния) был открыт первый парк аттракционов с тем же названием. Также в 1955 году появилась вторая телепрограмма, «Клуб Микки Мауса», выходившая до 1996 года. Ещё одним направлением коммерциализации популярности персонажей мультфильмов Диснея стала продажа и лицензирование производства игрушек, одежды и другой продукции.

### После смерти Диснея
15 декабря 1966 года Уолт Дисней ушёл из жизни, после его смерти компания более 10 лет развивалась по инерции, постепенно теряя популярность, в 1970-х годах студию покинул ряд ведущих аниматоров. В 1971 году был открыт второй «Диснейленд» в Орландо (Флорида), а в 1982 году — парк развлечений Epcot (также во Флориде). Кассовый успех имели мультфильмы «Книга джунглей» (1967) и «Коты-аристократы» (1970), фильм «Фольксваген-жук» (1968). В 1982 году был выпущен первый фильм с применением компьютерной графики — «Трон». С целью войти в отрасль взрослого кино The Walt Disney Company учредила новую киностудию — Touchstone Pictures, которая в 1984 году выпустила фильм «Всплеск». За год до этого компания Disney запустила кабельный канал The Disney Channel. Платное телевидение оказалось коммерчески успешным, но руководители компании понимали, что она должна быть широко представлена и на вещательном телевидении. Поэтому в 1985 году Touchstone Pictures начала выпуск передачи «Золотые девчонки», а с 1986 года по воскресным вечерам стала выходить программа «Фильмы Disney по воскресеньям», впоследствии переименованная в «Волшебный мир Диснея». Однако в середине 1980-х годов компания выпускала в среднем лишь по 4 фильма в год, в 1983 году на парки аттракционов пришлось 83 % выручки The Walt Disney Company.
Во второй половине 1980-х годов под руководством Майкла Айснера начался новый расцвет компании. В 1988 году компания Disney впервые стала лидером кассовых сборов среди голливудских студий (фильмы «Кто подставил кролика Роджера», «Доброе утро, Вьетнам», а позже: «Дорогая, я уменьшил детей», «Дик Трейси»). Были и коммерчески успешные анимационные фильмы: «Русалочка», «Красавица и Чудовище», «Аладдин» (1992), «Король Лев» (1994), «Покахонтас» (1995) «Горбун из Нотр-Дама» (1996). Среди самых успешных фильмов студии Touchstone были «Без гроша в Беверли-Хиллз» (1986), «Трое мужчин и младенец» (1987), «Красотка» (1990). В 1990 году была открыта третья студия компании, Hollywood Pictures. К середине 1990-х годов The Walt Disney Company выпускала более 20 фильмов в год.
В 1996 году за 19 млрд долларов была куплена телекомпания ABC, включая 80-процентную долю в спортивном канале ESPN. В 1992 году был открыт «Диснейленд» в Париже, а в 1997 году — зоопарк во Флориде. Также в 1990-х годах сфера интересов компании была расширена в спорт — была создана хоккейная команда «Майти Дакс оф Анахайм» и куплен бейсбольный клуб «Лос-Анджелес Энджелс» (проданы в начале XXI века), в издательское дело — Hyperion Books (продана в 2013 году), звукозапись — Hollywood Records, театральные постановки — был куплен театр «Новый Амстердам» на Бродвее для постановки мюзиклов по мотивам мультфильмов и фильмов Диснея. В то же время международная экспансия компании большого успеха не имела, на США продолжало приходиться более 80 % выручки.
До 2010 года The Walt Disney Company владела кинокомпанией Miramax Films (она вместе со своей коллекцией фильмов была продана за $660 млн группе инвесторов во главе с Рональдом Тьютором). При этом Walt Disney купила киностудию в 1993 году у братьев Вайнштейнов за $80 млн, но в последние годы Miramax была финансово несостоятельна.
В 2003 году два фильма The Walt Disney Company принесли кассовые сборы свыше 300 млн долларов: фильм «Пираты Карибского моря: Проклятье чёрной жемчужины» и фильм совместного производства со студией Pixar — «В поисках Немо». В ноябре 2003 года компания отметила 75-летие Микки Мауса.
В 2006 году на канале Disney Channel был показан телефильм «Классный мюзикл». В мае того же года компания за 7,4 млрд долларов купила Pixar Studios. В июне 2006 года вышел мультфильм производства Disney/Pixar «Тачки», в следующем году сотрудничество продолжилось анимационным фильмом «Рататуй». В конце августа 2009 года компания The Walt Disney Company объявила о покупке за 4 млрд долларов издателя комиксов Marvel Entertainment.
В 2009 году было объявлено о создании нового подразделения Disney Double Dare You, которую возглавит Гильермо дель Торо. Новое подразделение займётся производством фильмов ужасов в рамках семейного кино.
The Walt Disney Company 30 октября 2012 купила кинокомпанию Lucasfilm вместе с правами на франшизу «Звёздные войны» за 4 млрд долларов. В ноябре 2012 года вышел полнометражный мультфильм «Ральф» В ноябре 2013 года вышел анимационный фильм «Холодное сердце», который стал самым кассовым анимационным фильмом за всю историю Диснея, а также самым кассовым мультфильмом в истории кинематографа (без учёта инфляции) и лишь вторым мультфильмом, общемировые кассовые сборы которого превысили миллиард долларов. В марте 2016 года вышел анимационный фильм «Зверополис», заработавший в мировом прокате больше миллиарда долларов. А также он победил в премии «Оскар» за лучший анимационный фильм и «Золотой глобус» за лучший анимационный фильм.
В 2017 году было достигнуто соглашение о покупке большинства активов компании 21st Century Fox; сделка стоимостью 71 млрд долларов была окончательно оформлена в 2019 году. Эти активы включали киностудию 20th Century Fox, телеканалы National Geographic и FX, сервис потокового видео Hulu. В ноябре 2019 года компания запустила собственный стриминговый сервис Disney+.
В мае 2021 года глава компании Боб Чапек заявил о планах по закрытию 100 своих международных телеканалов в текущем году и упоре на развитии OTT-сервисов. В подтверждение этому в ноябре 2021 года кабельные и спутниковые операторы получили уведомление от компании о прекращении с 1 января 2022 года вещания телеканала и интернет-сервиса ESPN Classic. C 1 октября 2021 года были закрыты телеканалы Fox и Disney Junior в Германии, Австрии и Швейцарии, в январе 2022 года — Fox Life и Viajar в Испании.

## Структура компании

### Бренды

Disney
Disney+
Pixar
ABC
ESPN
Marvel
Marvel Studios
Звёздные войны
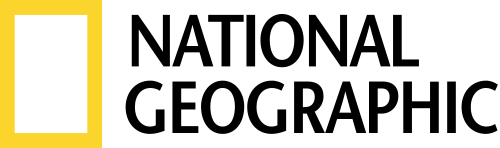
National Geographic
20th Century Studios
Searchlight Pictures
Hulu
FX
Star+

### Подразделения

#### Нынешние
Подразделения по состоянию на 2023 год:
- Disney Entertainment — производство и распространение фильмов и телепрограмм; подразделение включает телевещательную компанию ABC и 8 её региональных телестанций, американские кабельные телеканалы Disney, Freeform, FX и National Geographic, международные спутниковые телеканалы Disney, Fox, National Geographic и Star, стриминговые сервисы Disney+, Disney+ Hotstar, Hulu и Star+; лицензирование фильмов и телепрограмм сторонним телекомпаниями, прокат фильмов в кинотеатрах, продажа аудио- и видеоносителей, организация представлений на Бродвее и сценах по всему миру, пост-съёмочная обработка фильмов сторонних киностудий, выпуск журнала National Geographic; в подразделение входят дочерние компани Walt Disney Studios, Disney Music Group[англ.] (включающая Walt Disney Records и Hollywood Records), Disney General Entertainment Content, Disney Streaming и Disney Platform Distribution. Подразделение возглавляют Алан Бергман и Дана Уолден.
- ESPN отвечает за управление спортивным контентом и продуктами на всех платформах Disney по всему миру, включая международные спортивные каналы. Подразделение возглавляет Джеймс Питаро[16].
- Disney Parks, Experiences and Products — туристический бизнес, включая тематические парки «Диснейленд» во Флориде, Калифорнии, Париже, Гонконге, Шанхае, а также по лицензии в Токио, круизы и экспедиции; лицензирование персонажей и торговых наименований; продажа сувенирной продукции, книг и комиксов.

Компания владеет National Geographic Partners (73 %), A&E Networks (кабельные каналы A&E, History, Lifetime и другие; 50 %) и брендом Marvel.
В списке крупнейших публичных компаний в мире Forbes Global 2000 за 2022 год Walt Disney заняла 94-е место. В списке крупнейших компаний США по размеру выручки Fortune 500 заняла 53-е место.
В 2021/22 финансовом году на Америку пришёлся 81 % выручки, на Европу — 11 %, на Азиатско-Тихоокеанский регион — 8 %. Зарубежные филиалы имеются во Франции (The Walt Disney Company France) (с 1952 года, крупнейший в Европе), в Японии (The Walt Disney Company Japan) (с 1991 года, крупнейший в Восточной Азии), в Австралии (The Walt Disney Company Australia) (с 1992 года), в Индии (The Walt Disney Company India) (с 1993 года, крупнейший в Южной Азии), в Индонезии (The Walt Disney Company Indonesia), в Южной Африке (The Walt Disney Company Africa), а также в Бразилии и странах Латинской Америки (The Walt Disney Company Latin America) (с 1943 года). С 2006 года корпорация также имела филиал в России и странах СНГ (The Walt Disney Company CIS), который был ликвидирован в 2022 году, в связи с событиями на Украине.

### Финансовые показатели
|                     | 2001…   | 2006…  | 2011  | 2012  | 2013  | 2014  | 2015  | 2016  | 2017  | 2018  | 2019  | 2020   | 2021  | 2022  | 2023  | 2024  |
| ------------------- | ------- | ------ | ----- | ----- | ----- | ----- | ----- | ----- | ----- | ----- | ----- | ------ | ----- | ----- | ----- | ----- |
| Оборот              | 25,27…  | 33,75… | 38,06 | 40,89 | 42,28 | 45,04 | 48,81 | 52,47 | 55,63 | 55,14 | 69,57 | 65,39  | 67,42 | 82,72 | 88,90 | 91,36 |
| Чистая прибыль      | -0,158… | 3,304… | 3,963 | 4,807 | 5,682 | 6,136 | 7,501 | 8,382 | 9,391 | 8,980 | 11,05 | -2,864 | 1,995 | 3,145 | 2,354 | 4,972 |
| Активы              | 43,70…  | 60,00… | 69,21 | 72,12 | 74,90 | 81,24 | 84,19 | 88,18 | 92,03 | 95,79 | 194,0 | 201,5  | 203,6 | 203,6 | 205,6 | 196,2 |
| Собственный капитал | 22,67…  | 31,82… | 37,52 | 37,39 | 39,76 | 45,43 | 44,96 | 44,53 | 43,27 | 41,32 | 88,88 | 83,58  | 88,55 | 95,01 | 99,28 | 100,7 |

Примечание. Компания заканчивает финансовый год в конце сентября.

## Собственники и руководство

### Акционеры
Акции компании котируются на Нью-Йоркской фондовой бирже. По состоянию на конец 2022 года институциональным инвесторам принадлежало 64 % акций, крупнейшими из них были: The Vanguard Group (8,0 %), BlackRock (6,6 %), State Street Corporation (3,9 %), Morgan Stanley (2,5 %), State Farm Insurance (1,9 %), Geode Capital Management (1,8 %), T. Rowe Price (1,5 %), Northern Trust (1,3 %), The Bank of New York Mellon (1,1 %).
Семье Дисней принадлежит около 3 % акций компании, эта доля по состоянию на 2020 год оценивалась в 3,9 млрд долларов.

### Ключевые фигуры
Председатели
- Уолт Дисней (1945—1960)
- Рой Оливер Дисней (1964—1971)
- Донн Татум (1971—1980)
- Кард Уокер (1980—1983)
- Рэймонд Уотсон (1983—1984)
- Майкл Айснер (1984—2004)
- Джордж Дж. Митчелл (2004—2006)
- Джон Э. Пеппер мл. (2007—2012)
- Боб Айгер (2012—2021)
- Сьюзан Арнольд (2022—2023)
- Марк Паркер (2023—2024)
- Джеймс Горман (2025—н. в.)

Вице-председатель
- Рой Эдвард Дисней (1984—2003)

Президенты
- Уолт Дисней (1923—1945)
- Рой Оливер Дисней (1945—1968)
- Донн Татум (1968—1971)
- Кард Уокер (1971—1980)
- Рон Миллер (1980—1984)
- Фрэнк Уэллс (1984—1994)
- Майкл Овитц (1995—1997)
- Майкл Айснер (1997—2000)
- Боб Айгер (2000—2012)

Генеральные директора
- Рой Оливер Дисней (1929—1971)
- Донн Татум (1971—1976)
- Кард Уокер (1976—1983)
- Рон Миллер (1983—1984)
- Майкл Айснер (1984—2005)
- Боб Айгер (2005—2020)
- Боб Чапек (2020—2022)
- Боб Айгер (2022-н. в.)

## Приёмы
В работах использовалась широко распространённая в тот период покадровая, или мультипликационная съёмка — это съёмка на плёнку отдельных неподвижных фаз (моментов) движения, выраженных в рисунке. Последовательная проекция этих изображений на экран со скоростью 24 кадра в секунду создаёт иллюзию движения, эффект «одушевления» персонажей. Это титанический труд, ведь для фильма необходимо было вручную сделать огромное число рисунков. Например, длящийся 25 минут фильм «Гибель „Лузитании“» (1918) Уинзора Мак-Кея состоял из 25 тысяч рисунков.
Начиная с «Пароходика Вилли» в лентах Диснея важную роль начинает играть музыка. Звук в его фильмах служит не только фоном для диалогов, а становится их важной составной частью, музыкальным фоном, создавая гармонию всего рисованного произведения. Начало было положено знаменитой сценой из «Пароходика Вилли», когда мышонок Микки Маус использует других животных как музыкальные инструменты — например, кошачий хвост в роли струны.
«Белоснежка и семь гномов» — результат напряжённого трёхлетнего труда 570 художников, которые на основе точных эскизов каждый год создавали свыше миллиона рисованных кадров. Для ускорения работы Дисней решил оптимизировать труд мультипликаторов: одна группа (ведущие художники) рисовала так называемые «ключевые» (keyframes) кадры, показывающие суть движения, которые затем передавались большой группе аниматоров-фазовщиков, которые дополняли «ключевые» кадры «промежуточными» (in-betweens) и доводили сцену до совершенства, кропотливо создавая все фазы покадрового движения. Сцена возвращения семи гномов домой, которая длится одну минуту, потребовала труда пятерых художников в течение полугода. Это было вызвано тем, что у каждого из гномов была своя особая, индивидуальная манера передвигаться. Благодаря этому зритель легко мог отличить Плаксу от Чихающего, Грубияна от Робкого, Умника от Торопыжки, а их всех — от Ротозея.
Художники Уолта Диснея, перед тем как рисовать животных, всегда тщательно изучали повадки их живых прототипов. Поэтому, несмотря на сказочный сюжет, все движения на экране крайне правдоподобны. Примером такого подхода могут служить рисованные зверушки в фильме «Пиноккио».
В «Фантазии» Уолта Диснея впервые на широком экране появляется стереозвук. Все отмечали высокое качество музыкального сопровождения этого фильма, которое было записано в исполнении Филадельфийского симфонического оркестра под руководством Леопольда Стоковского. Фильм состоял из 8-ми частей, каждая из которых — новое музыкальное произведение, новые персонажи Джордж Альфред Митчел сконструировали киносъёмочный аппарат для цветной киносъёмки на три чёрно-белых киноплёнки по системе «Техниколор» (англ. Technicolor). На трёх чёрно-белых негативах одновременно запечатлевались три основных цвета (красный, синий и зелёный), а затем гидротипным способом цветоделённые изображения переносились на специальную киноплёнку, создавая полноцветную фильмокопию. Одним из первых режиссёров, который начал использовать эти камеры, был Уолт Дисней — в первом цветном мультфильме «Цветы и деревья» (1932). Дисней смог добиться эксклюзивного контракта с «Техниколор», который запрещал другим мультипликаторам (таким как Мак Флейшер и ушедший к тому времени от Диснея Аб Айверкс) использовать в цветных фильмах эту технологию. В результате они вынуждены были использовать двухцветную систему «Синеколор» (англ. Cinecolor). Такие условия на долгое время избавили студию Диснея от конкуренции и утвердили за ней звание флагмана анимационного производства.
Каждой очередной диснеевской премьере сопутствовали заранее подготовленные афиши, как, например, к мультфильму «Золушка». В мюзикле «Мэри Поппинс» в некоторых сценах игра актёров была совмещена с мультипликацией.